# Stazione di Norcia
Stazione di Norcia vasútállomás Olaszországban, Umbria régióban, Norcia településen.

## Vasútvonalak
Az állomást az alábbi vasútvonalak érintik:
- Spoleto-Norcia-vasútvonal

## Kapcsolódó állomások
A vasútállomáshoz az alábbi állomások vannak a legközelebb: 